# Nanostrangalia abdominalis
Nanostrangalia abdominalis är en skalbaggsart som först beskrevs av Maurice Pic 1927.  Nanostrangalia abdominalis ingår i släktet Nanostrangalia och familjen långhorningar.
Artens utbredningsområde är Laos. Inga underarter finns listade i Catalogue of Life.